# Демлін
Демлін (пол. Demlin, нім. Demlin) — село в Польщі, у гміні Скаршеви Староґардського повіту Поморського воєводства.
Населення — 546 осіб (2011).
У 1975-1998 роках село належало до Гданського воєводства.

## Демографія
Демографічна структура станом на 31 березня 2011 року:
|          | Загалом | Допрацездатний вік | Працездатний вік | Постпрацездатний вік |
| -------- | ------- | ------------------ | ---------------- | -------------------- |
| Чоловіки | 267     | 71                 | 188              | 8                    |
| Жінки    | 279     | 74                 | 160              | 45                   |
| Разом    | 546     | 145                | 348              | 53                   |